# Hunger (Ultimate Marvel)
Hunger è una miniserie composta da quattro parti scritta da Joshua Fialkov e disegnata da Leonard Kirk. Riprende il tema delle conseguenze che i viaggi nel tempo compiuti da Wolverine in Age of Ultron hanno avuto sulla realtà.
Infatti un potente flusso di energia attraverso lo spazio-tempo recidendo il tessuto stesso della realtà: ciò ha permesso a Galactus di Terra-616 di giungere in quello di Terra-1610. La celebre "fame" del Divoratore di Mondi è il motore della storia e dà anche il titolo alla stessa miniserie.
La presenza di Galactus nell'Universo Ultimate venne già anticipata nell'epilogo di Age of Ultron e riconfermata nel finale dell'arco narrativo Divisi della serie Ultimates
Hunger è da considerare come un prologo per l'evento denominato Cataclisma, composto da una miniserie portante in cinque capitoli e che coinvolge tutte le serie dell'Universo Ultimate.

## Trama
Dopo mesi di lontananza dalla Terra, Rick Jones alias Nova, Araldo dell'Osservatore Uatu, decide di fare ritorno nella sua madre patria per riprovare la sensazione di mangiare un hamburger, nonostante non abbia bisogno di rifocillarsi data la natura dei suoi poteri donatagli in passato dallo stesso Uatu.
Rick non fa in tempo ad assecondare i suoi desideri che l'Osservatore lo riporta nello spazio per assolvere ai suoi doveri. Nova giunge così in un settore dell'universo, il 2310, dove sta avvenendo uno scontro tra le armate chitaure e quelle kree. Da eoni le due razze si fanno la guerra, pronti entrambi a pagare prezzi alti per la vittoria, come Rick ha modo di ascoltare non visto grazie ai poteri di Uatu.
In quel frangente giunge lo Sciame Gah Lak Thus, un insieme di robot senzienti, antichissimo e il cui unico scopo è di trovare energia e assorbirla, distruggendo ciò che rientra nel suo obbiettivo. L'ammiraglio Ro-nan dei Kree chiede al suo parigrado chitauro, Kalxor, di cessare il fuoco e di concentrarsi sul comune nemico. Il Grande Ammiraglio, spinto dal suo rancore nei confronti dei Kree, rifiuta irato.
Rick osserva l'attacco, sente gli alieni morire e decide di intervenire; Uatu lo avvisa sibillino che lo Sciame è solo l'inizio.
Infatti, esattamente viene rivelato dalle stesse navi kree e chitaure, un'anomalia energetica si sta verificando, lo spazio-tempo si disgrega, perdendo coesione.
Un flusso di energia investe la realtà e mentre Rick Jones ha delle visioni di suoi alter ego, l'Osservatore gli rivela che le realtà stanno collassando.
Una volta che l'anomalia ha cessato i suoi effetti si verifica un evento incredibile: da uno squarcio di luce fuoriesce le mastodontiche fattezze di Galactus, Divoratore di mondi di un universo alternativo e "alter ego" di Gah Lak Thus.
Subito lo Sciame, attirato dalla nuova fonte di energia, si dirige verso Galactus che, nonostante rimanga impassibile, dimostra un certo stupore per il nuovo mondo in cui si è trovato. Accade l'impensabile: dopo un tentativo di assorbire il colossale essere cosmico, lo Sciame si fonde con Galactus e ne diventa il nuovo araldo, con la missione di cercare e consumare.
Rick Jones si prodiga per salvare più vite possibili, sia chitaure che kree, portando lo stesso Grand Ammiraglio Kalxor a pensare il futuro delle loro tre razze in modo diverso, quando l'Osservatore lo avvisa dell'arrivo di Galactus nei pressi del pianeta dove si sono rifugiati. Gli dice che lui è l'unico che può salvarli dalla sua minaccia.
Il ragazzo è sfiduciato e non si sente all'altezza del compito di salvare l'universo ma il Divoratore scaglia lo Sciame contro il pianeta e Nova cerca di contrastarlo con la sua energia; esso è però troppo numeroso, troppo vasto e sta per soverchiarlo.
Solo l'intervento di Norrin Radd, Silver Surfer, viaggiatore, esploratore dell'universo, lo trae in salvo.
Unendo i loro poteri riescono a respingere lo Sciame. Surfer spiega a Rick, trasmettendogli conoscenza con il semplice tocco, chi egli sia e di come loro due possano percepire l'universo, siano cosmicamente consapevoli.
Vedendo Surfer, Galactus si avvicina ai due e decide di interagire con lui; Norrin dice a Rick di aiutare i feriti e di far evacuare tutti quelli che può. L'Araldo dell'Osservatore si teleporta nella nave di Ro-nan pensando che volesse fuggire ma il Kree gli rivela che ha intenzione di tramutare la stella del sistema in cui si trovano in una supernova in modo da distruggere definitivamente la minaccia dello Sciame e del suo nuovo padrone. Distruggeranno anche i sistemi successivi per assicurarsi che ciò avvenga con sicurezza. Rick è costernato e gli dice che migliaia di Chitauri verranno coinvolti. Ro-nan gli risponde che è suo onore e dovere uccidere i Chitauri.
Silver Surfer cerca di far ragionare Galactus ma con scarsi risultati. Toccandolo comprende il suo essere e gli domanda come faccia a sopportare la fame che lo attanaglia. Galactus gli risponde semplicemente che lui è inevitabile, è il destino.
Ro-nan scatena la reazione che produce la supernova. Rick riesce a trarre in salvo Norrin Radd e la sua tavolo d'argento in tempo per evitare il colpo, mentre Galactus, che ammette il fascino del nuovo universo in cui si trova, lo affronta affermando che non cederà mai.
Giunti sulla Terra, precisamente sulle spiagge delle Bahamas, Surfer e Nova sentono nelle loro menti tutte le vite che si sono spente a causa della supernova e ne rimangono sconvolti. Uatu però li avverte che essa non è bastata a fermare Galactus.
Rick è scoraggiato, si sente responsabile per non essere riuscito a porre fine alla minaccia. Delle grida attirano la sua attenzione e quella di Surfer: un frammento di Gah Lak Thus ha attraversato il portale con loro e ha iniziato ad infettare i bagnanti.
In loro soccorso giunge Capitan Marvel, ovvero Mahr Vehl, il Kree alleato degli Ultimates che risiede sulla Terra dalla prima volta che lo Sciame cercò di attaccare il pianeta. Grazie ai suoi studi è riuscito a sviluppare un'arma in grado di annientarlo e con risultati ottimi, difatti elimina facilmente il frammento affrontato da Surfer e Nova.
Mentre Norrin cerca di informare Mahr Vehl dei recenti sviluppi riguardo al Divoratore, Rick si allontana. Non trova la forza di continuare, non riesce ad accettare la sua condizione, non se ne sente all'altezza e non bastano gli incoraggiamenti di Surfer o i rimproveri del Kree per dissuaderlo. Rick si teleporta a New York abbandonando i due.
Sul pianeta Hala, terra natia dei Kree, si sta scatenando il putiferio a causa dell'arrivo di Galactus e Ro-nan dà il via all'evacuazione. Silver Surfer e Capitan Marvel giungono sul posto e il kree è sgomento non aspettandosi il mutamento subito dallo Sciame, ma è ugualmente deciso a fronteggiare la minaccia e a proteggere la sua madre patria.
Sulla Terra, Rick è tornato nel suo vecchio quartiere e scopre che Peter Parker è morto e che era lui Spider-Man. Ha modo di parlare con Mary-Jane che gli conferma ogni cosa. Lei gli dice che Peter lo considerava un bravo ragazzo e che se ne era andato perché doveva fare grandi cose. Mary gli domanda se le abbia fatte. Rick le risponde di no, ma che si appresta a compierle.
Ritrovata la fiducia e lo spirito giusto, Rick Jones parte per lo spazio dirigendosi su Hala. Norrin Radd e Mahr Vehl stanno affrontando il Divoratore ma senza il successo sperato. Galactus afferma che le loro armi sono inutili contro di lui. Riconosce nel suo avversario il kree omonimo del suo universo ed afferma che morirà esattamente come lui. Proprio in quel frangente Nova si frappone tra loro colpendo il Divoratore con la sua energia.
Nel farlo però si indebolisce e sta per essere preda dello Sciame. Mahr Vehl lo trae in salvo ma viene colpito al suo posto e solo i raggi energetici di Rick e Norrin riescono a liberarlo. Vedendo il kree ferito, Surfer intima a Rick di teleportarli su Hala.
Privo di forze Mahr Vehl afferma come Gah Lak Thus, un'arma creata dagli antenati della sua specie, si ora la loro fine. Rick gli domanda come possono fermarlo e lui gli risponde dicendo la sua armatura ha accesso ad un'arma in grado di fermarlo, ma spira tra le sue braccia, sul suolo del pianeta di cui provava tanta nostalgia.
Di fronte alla morte di Mahr Vehl, Rick decide di indossare lui stesso l'armatura e usare l'arma per porre fine alla minaccia. Lui è stato scelto per essere un eroe, mentre Mahr Vehl ha scelto di esserlo, affrontando Galactus e morendo per salvare la sua vita. Rick decide di salvare il popolo di Mahr Vehl e porre fine a tutto.
Una volta indossata l'armatura Rick Jones, ribattezzatosi Capitan Marvel, insieme a Surfer riparte contro Galactus. Ma scopre che se dovesse usare l'arma contro il suo nemico in quel momento coinvolgerebbe milioni di vittime innocenti. Decide di teleportare allora una delle arche di evacuazione, sotto richiesta di Ro-nan, lontano dal conflitto ma nel farlo si indebolisce e viene catturato da Galactus.
I tentativi di liberarlo falliscono e il computer dell'armatura gli consiglia di attivare l'arma nonostante le vittime che potrebbe coinvolgere. Rick rifiuta dicendo che ci deve essere un'alternativa. Mentre lo Sciame sta per circondarlo e assorbirlo, l'Osservatore gli mostra il luogo dove potrà usare l'arma di Mahr Vehl. Così il giovane terrestre da fondo ai suoi poteri e teleporta se stesso. Galactus e lo Sciame altrove.
Giunto in un luogo sicuro attiva l'arma che travolge Galactus. Hala è salva e lo Sciame è stato completamente distrutto ma ci sono delle conseguenze. Anche se indebolito il Divoratore di Mondi si sta dirigendo verso la Terra e Rick Jones si trova in una dimensione fuori dalla realtà in cui è finito quando ha combattuto contro Galactus.
Uatu è a fianco a lui e gli dice che per il momento non potrà fare ritorno perché altre cose devono avvenire, e che la minaccia al pianeta Terra non è più un suo problema. Rick gli chiede quale sarebbe il nuovo problema. Uatu sibillino gli risponde che lo vedrà.

## Approfondimenti
Nella miniserie vengono reintrodotti numerosi personaggi dell'Universo Ultimate: Rick Jones, Uatu, Mahr Vehl, Silver Surfer, Gah Lak Thus e i popoli Kree e Chitauri.
Viene introdotta la versione ultimate della rivalità storica tra le razze dei Chitauri e dei Kree, il cui design per entrambe differisce in parte da quelle precedentemente viste.
Viene presentata la figura di Ro-nan, ufficiale dei Kree (da non confondersi con Ronan l'accusatore, figlio di Ultimate Thanos) e si fa riferimento all'Intelligenza Suprema dei Kree.
Il Silver Surfer che compare nella miniserie è confermato essere il Silver Searcher incontrato in passato dai Fantastici Quattro.
Questa miniserie contiene il secondo incontro ufficiale tra l'Universo Ultimate e quello Classico. Il primo infatti avviene nella miniserie Ultimate Spider-Men, dove Peter Parker incontra il giovane Miles Morales.
Come in molte altre trame legate agli eventi di Age of Ultron, anche in questa il protagonista ha delle visioni su ciò che è accaduto ai se stessi alternativi: si vedono infatti numerosi Rick Jones, nelle vesti di Bucky, in quelle di Hulk, quando indossava le Nega-bande e condivideva le avventure con il Capitan Marvel classico, e quando si trasformò nel nuovo Abominio, ovvero Bomba A.